# Seth Greisinger
Seth Adam Greisinger (* 29. Juli 1975 in Kansas City, Kansas) ist ein ehemaliger US-amerikanischer Baseballspieler auf der Position des Pitchers. Er spielte während seiner Karriere in der Major League Baseball (MLB), in der KBO League und in der Nippon Professional Baseball (NPB). Mit der Nationalmannschaft gewann er bei den Olympischen Sommerspielen in Atlanta 1996 die Bronzemedaille.

## Leben
Greisinger war zwischen 1998 und 2005 in der nordamerikanischen MLB aktiv, konnte aber verletzungsbedingt zwischen 1998 und 2002 nicht spielen und kam danach kaum noch zu Major-League-Einsätzen. Für die Detroit Tigers, die ihn 1996 gedraftet hatten, warf er vor allem in seinem Rookie-Jahr 1998 und 2002 in insgesamt 29 Spielen (8 W – 11 L). Danach wurde er 2003 zum Free Agent und stand 2004 bei den Minnesota Twins unter Vertrag, die ihn mit 12 Einsätzen nach Ende der Saison wieder freigaben. Er unterzeichnete einen Vertrag mit den Washington Nationals, die ihn noch vor Saisonbeginn 2005 in einem Spielertausch an die Atlanta Braves weitergaben. Mit nur einem Major-League-Einsatz wurde er im Juni 2005 von den Braves freigegeben.
Anschließend wechselte Greisinger in die südkoreanische KBO zu den Kia Tigers, denen er 2006 in 29 Starts (14–12) zur Teilnahme an den Playoffs verhalf. 2007 spielte er als erster Pitcher der Rotation für die japanischen Tōkyō Yakult Swallows, die ihn aber zum Jahresende nach gescheiterten Vertragsverhandlungen ziehen ließen. Durch einen Zweijahresvertrag über geschätzt 500 Millionen Yen (rund 3,75 Millionen Euro) spielt er seither für die Rekordmeister Yomiuri Giants. In Japan führte Greisinger mit 16 Wins 2007 und 17 2008 jeweils die Central League an. 2008 wurde er auch in die Best Nine der Central League aufgenommen. 2009 eröffnete Greisinger zwar die Saison für die Giants, warf aber schwächer als in den Vorjahren. Zum Saisonfinale 2009 hatte er Schmerzen am Ellenbogen und musste auf der Bank bleiben, im März 2010 kehrte er für eine Untersuchung in die Vereinigten Staaten zurück. 2010 warf er körperlich beeinträchtigt nur in insgesamt sechs Spielen (0–2; 5.48 ERA) und musste für seine einjährige Vertragsverlängerung bei den Giants eine deutliche Gehaltskürzung hinnehmen.